# Carol Huynh
Carol Huynh (/ˈwɪn/; nascuda el 16 de novembre de 1980) és una lluitadora d'estil lliure canadenca.
Huynh va guanyar la primera medalla d'or per al Canadà en la lluita lliure femenina i també la primera medalla d'or per al Canadà en els Jocs Olímpics de Pequín 2008. Va guanyar els Jocs de la Commonwealth i ha estat dues vegades campiona dels Jocs Panamericans. També va aconseguir una medalla de plata i tres de bronze en els campionats del món. Huynh ha guanyat també onze vegades el campionat nacional del Canadà.
Va arribar a l'escena internacional com una lluitadora principiant en el Campionat Mundial en 2000, on va guanyar el bronze. Als següents Campionats del Món l'any 2001, va guanyar la plata. Hauria d'esperar quatre anys més fins que tornaria a guanyar una medalla en el Mundial, obtenint el bronze de nou el 2005. Huynh guanyaria també el títol en la seva categoria de pes de 48 kg en els Jocs Panamericans de 2007.